# Józef z Egiptu
Józef z Egiptu (José do Egito) – brazylijski serial telewizyjny z 2013 roku. Serial jest opartą na Biblii biografią patriarchy Józefa.

## Obsada
| Aktor                    | Postać                                        |
| ------------------------ | --------------------------------------------- |
| Ângelo Paes Leme         | Józef                                         |
| Maytê Piragibe           | Asenat                                        |
| Carla Regina             | Bilha                                         |
| Samara Felippo           | Dina                                          |
| Mylla Christie           | Rachela                                       |
| Caio Junqueira           | Symeon                                        |
| Eduardo Lago             | Potifera                                      |
| Sandro Rocha             | Seneb                                         |
| Iran Malfitano           | Hapu                                          |
| Babi Xavier              | Elisa                                         |
| Gustavo Leão             | Beniamin                                      |
| Vitor Hugo               | Juda                                          |
| Marcela Barrozo          | Dina (młoda)                                  |
| Paulo Nigro              | Sychem                                        |
| Ricky Tavares            | Józef (młody)                                 |
| Camila Rodrigues         | Tamar                                         |
| Guilherme Winter         | Ruben                                         |
| Andréa Avancini          | Zilpa                                         |
| Felipe Cardoso           | Lewi                                          |
| Nanda Ziegler            | Naama                                         |
| Thelmo Fernandes         | Jetur                                         |
| Juliana Boller           | Mara                                          |
| Bruno Padilha            | Kedar                                         |
| Henrique Ramiro          | Onan                                          |
| Rafael Sardão            | Nekau                                         |
| Caetano O'Maihlan        | Gibar                                         |
| Joelson Medeiros         | Mitri                                         |
| Henri Pagnoncelli        | Chamor, ojciec Sychema                        |
| Daniel Bouzas            | Thot                                          |
| João Vitor               | Szela                                         |
| Elder Gatelly            | Hira, przyjaciel Judy                         |
| Janaína Moura            | Rebeca                                        |
| Bia Braga                | Mara (młoda)                                  |
| Fernando Sampaio         | Naftali                                       |
| Eduardo Spinetti         | Dan                                           |
| Vasco Valentino          | Gad                                           |
| Eduardo Melo             | Beniamin (młody)                              |
| Binho Beltrão            | Er                                            |
| Edu Porto                | Issachar                                      |
| Wendell Duarte           | Aser                                          |
| Acacio Ferreira          | Zabulon                                       |
| Anna Rita Cerqueira      | Asenat (młoda)                                |
| Leonardo Vieira          | faraon                                        |
| Larissa Maciel           | Sati, żona Potifara (w Biblii nie ma imienia) |
| Eliete Cigarini          | kapłanka                                      |
| Maurício Ribeiro         | Manasses                                      |
| aktor niezidentyfikowany | Efraim                                        |